# Glyceridae

## Introdução
Glyceridae é uma família de anelídeos da classe polychaeta. Essa família também é agrupado junto com Goniadidae formando um grupo monofilético chamado de Glyceriformia. Esses organismos possuem prostômio pontudo, em sua maioria anelados e com um par de apêndices na extremidade. Possuem probóscide longa na região axial, muscular, é eversível, densamente coberta por papilas e providas de mandíbulas terminais. No entanto, a principal característica deste grupo é a organização das mandíbulas na probóscide - São quatro mandíbulas semelhantes em forma de gancho, além de possuírem uma estrutura acessória na lateral chamada e aileron. A distribuição desse grupo vai de regiões profundas do mar até abissais. Geralmente capturam uma presa com suas mandíbulas e a matam injetando veneno, por isso são considerados carnívoros. Na maioria das espécies, os organismos formam canais e sistemas de escavação em sedimentos com fundo macio, outras espécies são de vida-livre sob rochas ou rastejam em algas, madeiras ou terra. Glyceridae possui 51 espécies conhecidas, sendo que 45 são do gênero Glycera..
1. ↑  Krinstensen, Leschen, Purschkle,, Niels, Richard, Gunter, Wilfred (1850). «Handbook of zoology online»